# 若葉號護衛艦
若葉號（日语：わかば，JDS Wakaba, DE-261）是一艘於1956年至1971年之間於日本海上自衛隊服役的護衛艦。若葉號是唯一的一艘若葉級護衛艦，其前身是日本帝國海軍在二次世界大戰期間的梨（なし）號驅逐艦，為橘級（改丁級）驅逐艦的十號艦。在戰爭期間曾一度被擊沉的梨號於戰後被打撈起來，重新武裝成為海上自衛隊護衛艦若葉號，是海上自衛隊所有的船艦之中，唯一一艘曾經在二戰結束前服役過的作戰艦艇。

## 歷史

### 梨號驅逐艦
若葉號的前身、日本帝國海軍梨號驅逐艦，是橘級驅逐艦（又稱為「改丁級」，是松級驅逐艦的一個改良型）的十號艦，起造時曾暫稱為4810號艦。梨號是在1944年9月1日於川崎重工神戶艦船工廠（今神戶船艦工廠前身）起造，隔年1月17日下水，並於3月15日完工，首任艦長為高田敏夫少校。
1945年7月28日，梨號在瀨戶內海西部、山口縣光海岸外進行載人自殺魚雷「回天」的聯合演習時，遭到美軍航空母艦艦載機群的襲擊。一枚由格魯曼F6F「地獄貓」戰鬥機發射的火箭彈擊中梨號艦尾的彈藥庫，巨大的爆炸讓梨號當場沉沒在柳井海岸。梨號的沉沒造成艦上至少60名以上的船員喪生，另外還有155名生還者則由僚艦萩號救起。已戰損的梨號，在9月15日時自帝國海軍的船籍表中除名。

### 若葉號護衛艦
二次大戰結束數年後，梨號的殘骸在1954年9月21日從海中撈起，原本打撈的目的是要將其回收解體，但卻意外發現浸泡在水中數年的船身狀態遠比當初預計良好許多。在經評估之後決定將其改裝再利用，於1955年9月10日至隔年5月31日間，在吳造船廠進行修復工程，並於1956年5月31日以警備艦「若葉號」的身份編入海上自衛隊。這番典故也讓若葉號成為海上自衛隊擁有的所有船隻中，唯一一艘曾在二戰結束前服役過的作戰船隻（如果放寬範圍到其他非作戰船隻，則有數起例子）。
重新編入海上自衛隊艦隊的若葉號，初期主要是擔任無武裝的練習艦任務。1957年9月10日至隔年3月28日，若葉號在浦賀船渠進行了第二次的改裝工程，這次換裝上了新的武器與電子裝備。之後若葉號又曾在1960年9月2日至12月28日、1962年2月2日至7月30日、1963年2月13日至3月27日，分別在浦賀船渠進行了第三、四、五次的進廠改裝，更動的項目大都與雷達等電戰設備有關。這主要是因為若葉號雖然重新進行了武裝，但大部分負擔的仍然是非作戰的實驗艦或雷達哨戒艦（Radar picket ship）用途。
由於沒有其他同型艦存在，若葉號的維護與運作一直都是海上自衛隊的困擾。1962年時，若葉號曾在三宅島上的火山爆發時，擔任過疏散民眾的運送工作。1968年若葉號被編入實用實驗隊，作為聲納與魚雷等新武器的試驗艦。若葉號一直服役至1971年3月31日，在除籍之後轉交予江田島的古澤鋼材廠，解體回收。